# 1905 v hudbě
Na této stránce naleznete seznam událostí souvisejících s hudbou, které proběhly roku 1905.

## Opery
- Jessika (Josef Bohuslav Foerster)
- Bar Kochba (Stanislav Suda)

## Narození
- 02. ledna – Michael Tippett, britský hudební skladatel († 8. ledna 1998)
- 08. ledna – Giacinto Scelsi, italský hudební skladatel († 9. srpna 1988)
- 10. února –
  - Chick Webb, americký bubeník († 16. června 1939)
  - Felix Weingartner, německý dirigent († 7. května 1942)
- 11. února – Eduard Ingriš, český hudební skladatel, dirigent a cestovatel († 12. ledna 1991)
- 02. dubna – 
  - Kurt Herbert Adler, rakouský dirigent († 9. února 1988)
  - Serge Lifar, ukrajinský tanečník a choreograf († 15. prosince 1986)
- 03. dubna – 
  - František Schäfer, český klavírista a hudební skladatel († 29. července 1966)
  - Lili Krausová, maďarská pianistka († 6. listopad 1986)
- 02. května – Alan Rawsthorne, anglický skladatel († 24. červenec 1971)
- 13. června – Doc Cheatham, americký trumpetista († 2. června 1997)
- 10. července – Ivie Anderson, americká zpěvačka († 28. prosince 1949)
- 20. srpna – Jack Teagarden, americký pozounista († 15. ledna 1964)
- 23. srpna – Constant Lambert, anglický skladatel († 21. srpna 1951)
- 13. října – Bohumír Cyril Petr, český varhaník, hudební skladatel a kněz († 16. července 1976)
- 19. listopadu – Tommy Dorsey, americký pozounista († 26. listopad 1956)

## Úmrtí
- 10. ledna – Kārlis Baumanis, lotyšský hudební skladatel (* 11. května 1835)
- 12. dubna – Giuseppe Gariboldi, italský flétnista a hudební skladatel (* 17. března 1833)
- 23. dubna – Karel Komzák ml., český hudební skladatel a dirigent (* 8. listopadu 1850)
- 29. dubna – Ignacio Cervantes, kubánský klavírista a hudební skladatel (* 31. července 1847)
- 31. května – Franz Strauss, německý hudební skladatel (* 26. února 1822)
- 2. srpna – Mořic Stanislav Anger, český dirigent a hudební skladatel (* 12. března 1844)
- 31. srpna – Francesco Tamagno, italský tenorista (* 28. prosinec 1850]
- 22. září – Célestine Galli-Marié, francouzská operní pěvkyně (* listopad 1940)